# Anita Sowińska
Anita Katarzyna Sowińska z domu Plich (ur. 26 lipca 1973 w Tomaszowie Mazowieckim) – polska działaczka polityczna i ekonomistka, członkini zarządu Wiosny (2019–2021), posłanka na Sejm IX kadencji, od 2023 podsekretarz stanu w Ministerstwie Klimatu i Środowiska.

## Życiorys
Jest absolwentką II Liceum Ogólnokształcącego im. Stefana Żeromskiego w Tomaszowie Mazowieckim. W 1997 ukończyła studia z zakresu zarządzania i marketingu na Politechnice Łódzkiej (ze specjalizacją w zakresie chemii spożywczej), a w 2015 studia podyplomowe Executive MBA na Akademii Leona Koźmińskiego w Warszawie. Uzyskała certyfikat specjalisty w zakresie zarządzania zmianami w obszarze ekologii. Podjęła pracę w międzynarodowej firmie chemicznej na stanowisku ekspertki procesów, uprzednio zarządzała działem obrotu towarowego firmy, a także była w niej kierowniczką projektów. Od 2015 angażowała się w protesty organizowane przez Komitet Obrony Demokracji. Uczestniczyła w pracach nad projektem politycznym Roberta Biedronia. W 2019 została koordynatorką okręgu łódzkiego nowo powołanej Wiosny. Weszła też w skład zarządu tego ugrupowania.
Bez powodzenia ubiegała się o mandat eurodeputowanej w wyborach do Parlamentu Europejskiego w 2019 z pierwszego miejsca na łódzkiej liście Wiosny; otrzymała wówczas 26 496 głosów. W wyborach parlamentarnych w tym samym roku uzyskała mandat posłanki na Sejm IX kadencji, kandydując z pierwszego miejsca listy Sojuszu Lewicy Demokratycznej (w ramach porozumienia Lewica) w okręgu piotrkowskim; głosowały na nią 13 023 osoby. W Sejmie została członkinią Komisji Finansów Publicznych, Komisji Ochrony Środowiska, Zasobów Naturalnych i Leśnictwa oraz Komisji Rolnictwa i Rozwoju Wsi, a także przewodniczącą Zespołu Parlamentarnego ds. Zielonego Ładu dla Polski. W czerwcu 2021, po rozwiązaniu Wiosny, została członkinią Nowej Lewicy. W wyborach w 2023 nie uzyskała poselskiej reelekcji. W grudniu tego samego roku została powołana na stanowisko podsekretarza stanu w Ministerstwie Klimatu i Środowiska. W wyborach samorządowych w 2024 bez powodzenia ubiegała się o mandat radnej Sejmiku Województwa Łódzkiego.

## Życie prywatne
Urodziła się w Tomaszowie Mazowieckim, wychowywała się w dzielnicy Nowy Port nad Pilicą. W młodości trenowała siatkówkę w klubie sportowym Lechia 1923. Mężatka, ma dwoje dzieci.

## Wyniki w wyborach ogólnopolskich
| Wybory | Komitet wyborczy | Komitet wyborczy             | Organ                            | Okręg | Wynik          |
| ------ | ---------------- | ---------------------------- | -------------------------------- | ----- | -------------- |
| 2019   |                  | Wiosna Roberta Biedronia     | Parlament Europejski IX kadencji | nr 6  | 26 496 (2,90%) |
| 2019   |                  | Sojusz Lewicy Demokratycznej | Sejm IX kadencji                 | nr 10 | 13 023 (3,76%) |
| 2023   |                  | Nowa Lewica                  | Sejm X kadencji                  | nr 10 | 12 053 (3,04%) |